# Fachkrankenhaus
Ein Fachkrankenhaus oder eine Fachklinik ist in der Regel ein Krankenhaus oder ein organisatorisch bezeichneter Teil eines Krankenhauses der Regelversorgung, das sich auf die Behandlung einer speziellen Erkrankung oder zumindest artverwandter Erkrankungsbilder spezialisiert hat. Ist eine Fachklinik in Deutschland in den Krankenhausplan eines Bundeslandes aufgenommen, handelt es sich um ein Fachkrankenhaus.

## Geschichtlicher Hintergrund
Die ersten Fachkliniken wurden um das Jahr 1900 (bzw. auch schon vorher) z. B. unter heute eher befremdlich klingenden Namen als Irrenheilanstalt oder Trinkerheilanstalt gegründet. Zur selben Zeit entstanden in Kur- und Badeorten Kliniken, die auf die Behandlung der Kurgäste mit den Indikationen des Kurortes ausgerichtet waren. Weitere Fachkliniken entstanden nach dem Zweiten Weltkrieg z. B. für Tuberkulose-Erkrankte als Lungenheilanstalt.
Zuletzt wurden in zahlreichen Orten ab den 1960er Jahren Fachkliniken eingerichtet, da im ausgehenden 19. Jahrhundert oder spätestens zu Beginn des 20. Jahrhunderts sich fast jede Stadt nicht zuletzt aus Statusgründen ein eigenes Krankenhaus für Allgemeinmedizin zugelegt hatte. Durch die kommunale Neugliederung im 20. Jahrhundert wurden oftmals benachbarte Städte und Gemeinden zu neu gegründeten Großgemeinden zusammengefasst oder bereits bestehenden Städten angegliedert. Gleichzeitig wuchs in der zweiten Hälfte des 20. Jahrhunderts hin der Kostendruck auf die Krankenhäuser, die zur Schließung zahlreicher Einrichtungen führte. Somit gab es für meistens kleinere Krankenhäuser als einzige Überlebenschance nur die Spezialisierung auf ein Fachgebiet der Behandlung. In diesem Zuge entstanden zahlreiche Fachkrankenhäuser, die nur nach ihrer jeweiligen Ausrichtung das spezifische Krankheitsbild behandeln.

## Beispiele für Fachkliniken
- Fachkrankenhaus für Geriatrie
- Lungenklinik
- Psychiatrische Klinik/Psychotherapie
- Rehabilitation
- Suchterkrankungen
- Stoffwechselerkrankungen
- Psychosomatische Klinik